# N. Napoleón y yo
N. Napoleón y yo, que se tituló en italiano Io e Napoleone y en francés Napoléon (et moi), es una película coproducción de España, Francia e Italia dirigida por Paolo Virzì sobre su propio guion escrito en colaboración con Francesco Bruni, Giacomo Scarpelli y Furio Scarpelli sobre una adaptación libre de la novela N. de Ernesto Ferrero, que se estrenó en 2006 y tuvo como actores principales a Daniel Auteuil, Elio Germano y Monica Bellucci.

## Sinopsis
Durante el exilio de Napoleón Bonaparte en la isla de Elba un joven profesor que le sirve como bibliotecario en el lugar lo observa, lo va conociendo y registrando sus memorias.

## Reparto
- Daniel Auteuil: Napoleón Bonaparte
- Elio Germano: Martino Papucci
- Monica Bellucci: baronesa Emilia Speziali
- Sabrina Impacciatore: Diamantina Papucci
- Valerio Mastandrea: Ferrante Papucci
- Francesca Inaudi: Mirella
- Massimo Ceccherini: Cosimo Bartolini
- Omero Antonutti: Maestro Fontanelli
- Margarita Lozano: Pascalina
- José Ángel Egido: vendedor
- Francesco Bruni: caballero sirviente de la corte

## Comentario
Paolo D’ Agostino opinó:

”El libro de Ernesto Ferrero "N."…es solo un punto de partida para el filme. No tanto porque se desvía de la dinámica de los hechos o de los personajes sino porque hay una profunda diferencia de tono. Si el primero es un ejercicio culto de inteligencia y filología, la segunda revisita la historia a través de los ojos de hoy y la lente de la comedia, de la muy particular sensibilidad de los arquitectos de la comedia italiana en el cine.,, sobre el que se basaron obras como La Gran Guerra, o la Armada Brancaleone (pero también En el año del Señor). Así el Napoleón exiliado en Elba encarnado por Daniel Auteil se convierte en su enfrentamiento con el bibliotecario Martino de Elio Germano, enfático patriota y aspirante a tiranicida (esto es principalmente el signo más personal de Virzì, el tratamiento afectuosamente cruel o cruelmente afectuoso del eterno fanfarrón juvenil, tan ridículo como necesario, la encarnación del manipulador de los ingenuos.

## Premios y nominaciones
Premio David de Donatello 2007
- Sabrina Impacciatore nominada al Premio a la Mejor Actriz de Reparto
- Valerio Mastandrea nominado al Premio al Mejor Actor de Reparto.
- Alessandro Pesci nominado al Premio a la Mejor Fotografía.
- Francesco Frigeri nominado al Premio a la Mejor Escenografía
- Maurizio Millenotti nominado al Premio al Mejor Vestuario.
- Próxima, nominada al Premio a los Mejores Efectos Especiales Visuales.

Festival Internacional de Cine de Fort  Lauderdale 2007
- Paolo Virzi ganador del Premio del Jurado al Mejor Director

Premios Claqueta de oro 2007
- Sabrina Impacciatore, ganadora del Premio a la Mejor Actriz de Reparto
- Francesco Frigeri, ganador del Premio a la Mejor Escenografía.